# Terminator Salvation (soundtrack)
Terminator Salvation is de originele soundtrack van de film met dezelfde naam en werd uitgebracht op 19 mei 2009 door Reprise Records.
De originele filmmuziek is gecomponeerd door Danny Elfman. De muziek werd uitgevoerd door een symfonieorkest onder leiding van Rick Wentworth. Het laatste toegevoegde nummer op het album is "Rooster" van Alice in Chains. Dit nummer is geschreven door de zanger en gitarist van de band Jerry Cantrell en werd ook in de film gebruikt. Het nummer "You Could Be Mine" van Guns N' Roses uit de film Terminator 2: Judgment Day werd opnieuw gebruikt in de film Terminator Salvation maar is niet meegenomen in de track-list. Wat ook in de film is gebruikt maar niet op het album terug te vinden is "The Terminator Theme" van Brad Fiedel, componist van de eerste twee films.

## Nummers
| Nr. | Titel                     | Duur |
| --- | ------------------------- | ---- |
| 1   | Opening                   | 5:59 |
| 2   | All Is Lost               | 2:44 |
| 3   | Broadcast                 | 3:15 |
| 4   | The Harvester Returns     | 2:43 |
| 5   | Fireside                  | 1:30 |
| 6   | No Plan                   | 1:42 |
| 7   | Reveal / The Escape       | 7:42 |
| 8   | Hydrobot Attack           | 1:48 |
| 9   | Farewell                  | 1:39 |
| 10  | Marcus Enters Skynet      | 3:21 |
| 11  | A Solution                | 1:43 |
| 12  | Serena                    | 2:26 |
| 13  | Final Confrontation       | 4:13 |
| 14  | Salvation                 | 3:04 |
| 15  | Rooster – Alice in Chains | 6:14 |

## Solisten
- Hugh Burns - Gitaar
- Skaila Kange - Harp
- John Parricelli - Gitaar
- Zachary Gibson Smith - Percussie
- Bruce White - Altviool
- Jonathan Williams - Cello